# هربرت ويلسون (لاعب كريكت)
هربرت ويلسون (22 مايو 1892 - 3 يونيو 1972) (بالإنجليزية: Herbert Wilson)‏ هو لاعب كريكت بريطاني (وحمل سابقاً جنسية المملكة المتحدة لبريطانيا العظمى وأيرلندا).